# Westferry (DLR)

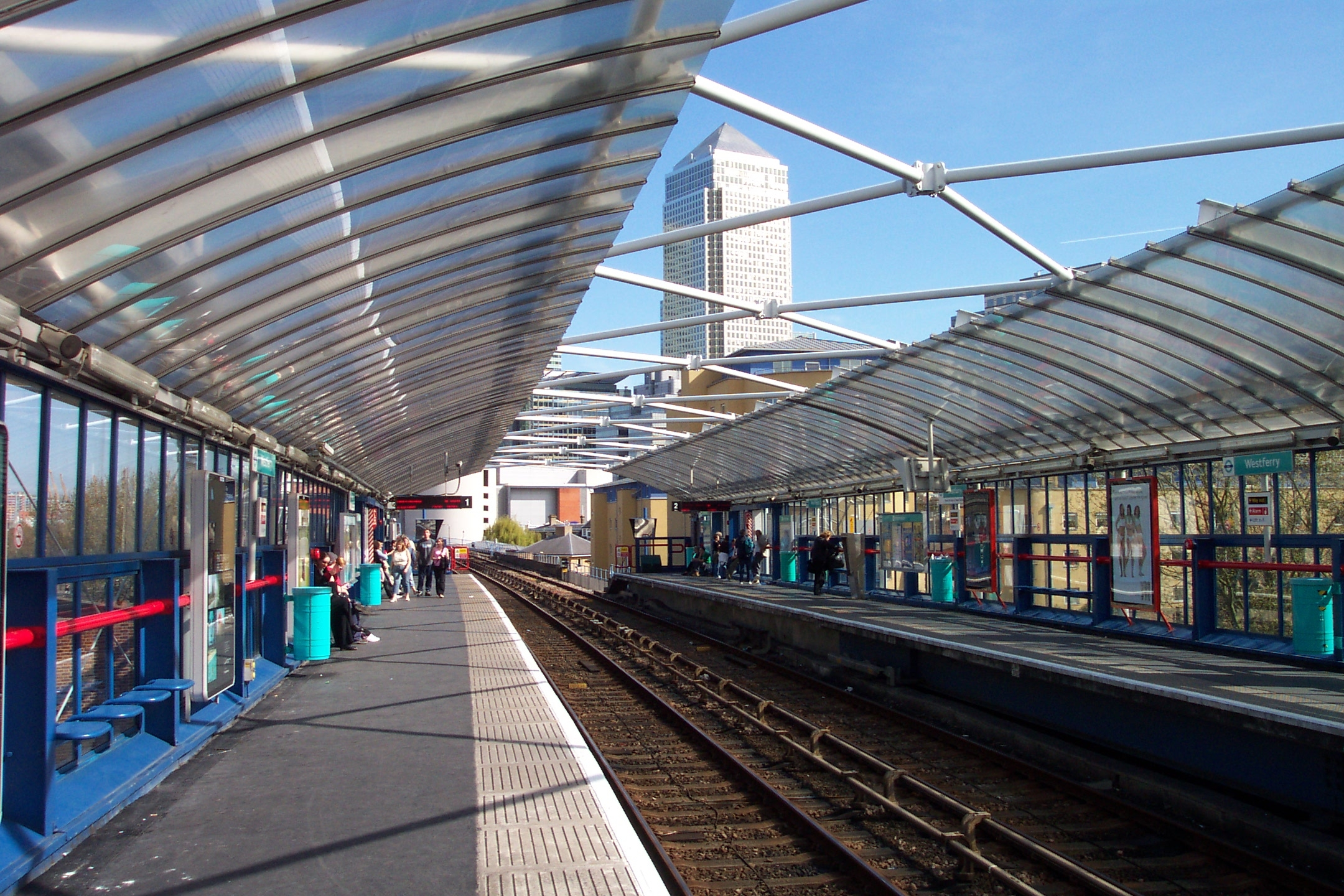
Die Station Westferry mit den Hochhäusern der Canary Wharf im Hintergrund.

Westferry ist eine Station der Docklands Light Railway (DLR) im Londoner Stadtbezirk London Borough of Tower Hamlets. Sie liegt in der Travelcard-Tarifzone 2 an der Westferry Road im Stadtteil Limehouse. Östlich der Station verzweigt sich die Strecke der DLR einerseits in Richtung Poplar, andererseits in Richtung West India Quay. In der Nähe befindet sich die von Nicholas Hawksmoor errichtete St Anne’s Church mit der höchsten Kirchturmuhr Londons.

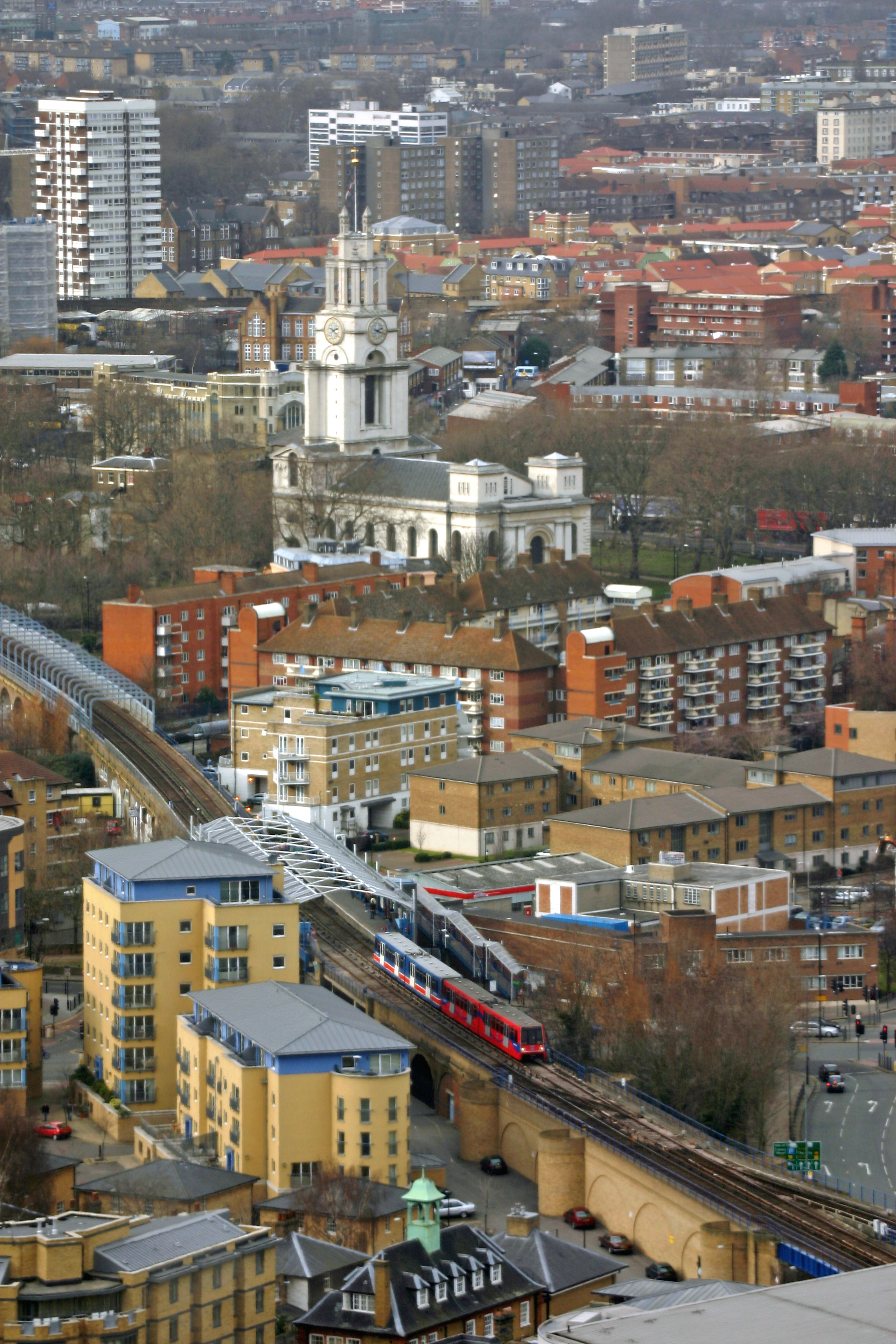
Ansicht von oben

Die Station entstand auf dem erhalten gebliebenen Viadukt der ehemals dort verlaufenden London and Blackwall Railway (L&BR), die von 1840 bis 1926 verkehrte (Güterzüge bis in die 1960er Jahre). Sie liegt zwischen den ehemaligen L&BR-Bahnhöfen West India Docks und Limehouse (nicht identisch mit dem heutigen Bahnhof Limehouse). Die DLR nahm ihren Betrieb am 31. August 1987 auf.
Der Name der Station ist in gewisser Hinsicht mehrdeutig, weil es nie eine Westferry (westliche Fähre) gegeben hat. Am südlichen Ende der Isle of Dogs befand sich eine von Fährleuten aus Greenwich betriebene Personenfähre. Diese konnte durch zwei Straßen erreicht werden, zum einen die East Ferry Road und mit der Einführung einer zusätzlichen Pferdefähre im Jahr 1812 die Westferry Road. Die DLR-Station wurde schließlich nach der Straße benannt.